# Thirkleby, Kirby Grindalythe
Thirkleby var en civil parish från 1866 till 1935 då den blev en del av Kirby Grindalythe, i grevskapet East Riding of Yorkshire (nu North Yorkshire), i England. Civil parish var belägen 14 km från Malton och hade 49 invånare år 1931. Byar nämndes i Domedagsboken (Domesday Book) år 1086, och kallades då Alia Turgislebi/Turgilebi/Turgislebi.